# كورت يوهانسون
كورت يوهانسون (بالسويدية: Kurt Johansson)‏ هو لاعب رماية سويدي، ولد في 25 فبراير 1914 في ستوكهولم في السويد، وتوفي في 8 أغسطس 2011 في سترينغنس في السويد.

## وصلات خارجية
- كورت يوهانسون على موقع الاتحاد الدولي (الإنجليزية)
- كورت يوهانسون على موقع أوليمبيديا (الإنجليزية)
- كورت يوهانسون على موقع اللجنة الأولمبية السويدية (السويدية)